# Лайлсвілл (Північна Кароліна)
Лайлсвілл (англ. Lilesville) — місто (англ. town) в США, в окрузі Енсон штату Північна Кароліна. Населення — 395 осіб (2020).

## Географія
Лайлсвілл розташований за координатами 34°58′3″ пн. ш. 79°59′4″ зх. д. / 34.96750° пн. ш. 79.98444° зх. д. (34.967494, -79.984534).  За даними Бюро перепису населення США в 2010 році місто мало площу 2,57 км², уся площа — суходіл.

## Демографія
Згідно з переписом 2010 року, у місті мешкало 536 осіб у 210 домогосподарствах у складі 148 родин. Густота населення становила 208 осіб/км².  Було 232 помешкання (90/км²).
Расовий склад населення:
| - 49,4 % — чорних або афроамериканців - 47,9 % — білих - 0,2 % — корінних американців - 0,2 % — азіатів |

До двох чи більше рас належало 1,5 %. Частка іспаномовних становила 0,7 % від усіх жителів.
За віковим діапазоном населення розподілялося таким чином: 25,2 % — особи молодші 18 років, 58,6 % — особи у віці 18—64 років, 16,2 % — особи у віці 65 років та старші. Медіана віку мешканця становила 40,0 року. На 100 осіб жіночої статі у місті припадало 92,1 чоловіків;  на 100 жінок у віці від 18 років та старших — 93,7 чоловіків також старших 18 років.
Середній дохід на одне домашнє господарство  становив 41 951 долар США (медіана — 40 074), а середній дохід на одну сім'ю — 48 239 доларів (медіана — 47 763). За межею бідності перебувало 13,4 % осіб, у тому числі 8,2 % дітей у віці до 18 років та 12,7 % осіб у віці 65 років та старших.
Цивільне працевлаштоване населення становило 230 осіб. Основні галузі зайнятості: виробництво — 37,0 %, роздрібна торгівля — 19,6 %, освіта, охорона здоров'я та соціальна допомога — 10,9 %, будівництво — 6,1 %.